# Brachyglottis cockaynei
Brachyglottis cockaynei là một loài thực vật có hoa trong họ Cúc. Loài này được (G.Simpson & J.S.Thomson) B.Nord. mô tả khoa học đầu tiên năm 1978.